# Chaetophthalmus argentifrons
Chaetophthalmus argentifrons là một loài ruồi trong họ Tachinidae.